# The Gospel
The Gospel ist ein US-amerikanisches Filmdrama von Rob Hardy aus dem Jahr 2005.

## Handlung
Der Film beginnt 1992. David Taylor ist der Sohn von Pastor Fred Taylor. David hat ein Talent für das Singen. Er verbringt seine Zeit zwischen Schule, Kirche und seinem besten Freund und zukünftigen Pastor, Charles Frank.
Als David in der Schule ist, erfährt er, dass seine Mutter im Krankenhaus ist. Er eilt hin und kann sich von seiner Mutter verabschieden. Doch sein Vater, der in Kirchenangelegenheiten unterwegs war, kommt zu spät, was David sehr wütend macht.
Es erfolgt ein Zeitsprung von 15 Jahren. David ist ein angehender Superstar und lebt das schnelle Leben eines Stars, weit entfernt von seinen kirchlichen Wurzeln. David erfährt, dass sein Vater krank ist und lässt alles stehen und liegen, um nach Hause zurückzukehren. Dort sucht er seinen Vater in der Kirche, es ist immerhin Sonntag. Doch statt seines Vaters predigt sein alter Freund Frank, der auch noch Davids Cousine Charlene geheiratet hat. David und Frank geraten erst einmal aneinander, Frank gesteht auch seine Probleme zu haben.
Nicht nur David ist erstaunt darüber, dass Frank den Platz von Davids Vater einnehmen soll, auch Minister Hunter hatte mit diesem Posten gerechnet.
David erfährt, als letzter, dass sein Vater Prostatakrebs hat. David stellt Frank zur Rede, weshalb der ihm nicht von seines Vaters Krankheit erzählt hatte. David hat ein sehr schlechtes Gewissen und entschließt sich, seine Karriere aufs Spiel zu setzen und bei seinem Vater zu bleiben. Er entdeckt seine Liebe für Gospelmusik neu. Er verguckt sich in eine alleinerziehende Mutter, Rain, die von seinem Ruhm nicht beeindruckt ist.
Davids Vater stirbt. Frank wird sein Nachfolger als Pastor. David versinkt in Trauer. Doch es gelingt ihm ein Gospelkonzert zu organisieren, dass sowohl als Abschied vom Vater als auch als Begrüßung für Frank gefeiert werden soll. Doch David und Frank geraten wieder an einander, was besonders für Cousine Charlene schwer zu ertragen ist. Ein Strudel der Zerstörung tut sich auf, Parteien werden ergriffen und schließlich kommt es doch zu Klarheit und neue Offenbarungen werden geboren.

## Kritiken
„Der Film verbindet Gospel- und Unterhaltungsmusik und wird von einigem Sendungsbewusstsein getragen, ohne den Sinneswandel seines Protagonisten nachvollziehbar zu machen. Nach einer Reihe von Klischees und Banalitäten endet er in einer Gospel-Show.“

## Soundtrack
Der Soundtrack enthält die folgenden Stücke:
1. He Reigns (Kirk Franklin feat. Papa San)
2. Victory (Yolanda Adams)
3. Glorious (Martha Munizzi)
4. You Are Good (Greg Kirkland)
5. Still Alive (Kirk Franklin Singers)
6. A Change Is Gonna Come (Deitrick Haddon)
7. Ooh Child (Urban Mix) (Donnie McClurkin feat. Kirk Franklin)
8. The Closer I Get To You (Donny Hathaway and Roberta Flack)
9. When Seasons Change (Tamyra Gray)
10. When I Pray (Interlude) (Joann Rosario)
11. All Things Are Working (Fred Hammond)
12. I Need You To Survive (Hezekiah Walker & LFC)
13. Now Behold The Lamb (Tamyra Gray, feat. Idris Elba Serman & Clifton Powell Parable)
14. Put Your Hands Together (Fred Hammond and Natalie Wilson)